# Narew (Podlachië)
Narew is een dorp in de Poolse woiwodschap Podlachië. De plaats maakt deel uit van de gemeente Narew en telt 1400 inwoners.